# Tercera Federación - Grupo XVII 2024-25
La temporada 2024-25 del Grupo XVII de la Tercera Federación de fútbol comenzó el 8 de septiembre de 2024 y finalizó el 11 de mayo de 2025. Posteriormente se disputó la promoción de ascenso entre el 18 de mayo y el 8 de junio en su fase territorial, y para finalizar en su fase nacional entre el 15 y 22 de junio. Se trata de la cuarta edición tras la restructuración de las categorías no profesionales por parte de la RFEF a causa de la pandemia global causada por el Coronavirus; y es la quinta categoría a nivel nacional.

## Sistema de competición
Participan dieciocho clubes encuadrados en un único grupo. Se enfrentan todos contra todos en dos ocasiones -una en campo propio y otra en campo contrario- durante un total de 34 jornadas. El orden de los encuentros se decide por sorteo antes de empezar la competición. La Federación de Fútbol de Aragón es la responsable de designar las fechas de los partidos y los árbitros de cada encuentro, reservando al equipo local la potestad de fijar el horario exacto de cada encuentro.
Una vez finalizada la competición, el primer clasificado asciende directamente a Segunda Federación y se proclama campeón de Tercera Federación.
Los clasificados entre el segundo y el quinto lugar disputan un Play Off territorial en formato de eliminatorias a doble partido ida y vuelta. En caso de empate el vencedor de la eliminatoria es el equipo mejor clasificado. El equipo vencedor de este Play Off se clasifica a la Promoción de ascenso a Segunda Federación que tiene carácter de final interterritorial.
Los tres últimos clasificados descienden directamente a Regional Preferente. Puede haber más descensos por arrastre provocados por descensos de superior categoría.

## Ascensos y descensos
| Pos. | Ascendidos a 2.ª Federación |
| ---- | --------------------------- |
| 1º   | S. D. Ejea                  |

| Pos. | Descendidos de 2.ª Federación |
| ---- | ----------------------------- |
| 18º  | C. D. Brea                    |

| Pos.   | Acendidos de Regional Preferente |
| ------ | -------------------------------- |
| 1º G1  | C. D. Zuera                      |
| 1º G2  | Andorra C. F.                    |
| 2º G2º | C. D. La Almunia                 |

| Pos. | Descendidos a Regional Preferente |
| ---- | --------------------------------- |
| 16º  | C. F. Illueca                     |
| 17º  | S. D. Borja                       |
| 18º  | C. D. Cariñena                    |

## Equipos

### Listado de equipos
| Equipo            | Localidad                 | Estadio                      | Capacidad |
| ----------------- | ------------------------- | ---------------------------- | --------- |
| A. D. Almudévar   | Almudévar                 | La Corona                    | 2.000     |
| Andorra C. F.     | Andorra                   | Juan Antonio Endeiza         | 3.000     |
| Atlético Monzón   | Monzón                    | Isidro Calderón              | 5.000     |
| C. D. Belchite 97 | Belchite                  | El Tejar                     | 1.000     |
| C. D. Binéfar     | Binéfar                   | Los Olmos                    | 1.250     |
| C. D. Brea        | Brea de Aragón            | Piedrabuena                  | 1.200     |
| C. F. Calamocha   | Calamocha                 | Polideportivo Jumaya         | 1.000     |
| C. D. Caspe       | Caspe                     | Los Rosales                  | 1.000     |
| C. D. Cuarte      | Cuarte de Huerva          | Nuevo Municipal              | 2.000     |
| C. D. Ebro        | Zaragoza                  | El Carmen                    | 400       |
| C. F. Épila       | Épila                     | La Huerta                    | 1.200     |
| U. D. Fraga       | Fraga                     | La Estacada                  | 4.000     |
| C. D. Fuentes     | Fuentes de Ebro           | San Miguel                   | 200       |
| S. D. Huesca "B"  | Huesca                    | Complejo Deportivo San Jorge | 1.000     |
| C. D. La Almunia  | La Almunia de Doña Godina | Tenerías                     | 1.500     |
| C. D. J. Tamarite | Tamarite de Litera        | La Colomina                  | 800       |
| C. D. Utrillas    | Utrillas                  | La Vega                      | 2.500     |
| C. D. Zuera       | Zuera                     | José Guzmán                  | 2.500     |

| Almudévar Andorra At. Monzón Belchite 97 Brea Binéfar Calamocha Caspe Cuarte Ebro Épila Fraga Fuentes Huesca "B" La Almunia Tamarite Utrillas Zuera |

### Equipos por Provincia
| N.º | Provincia | Equipos                                                                    |
| --- | --------- | -------------------------------------------------------------------------- |
| 9   | Zaragoza  | Belchite 97, Brea, Caspe, Cuarte, Ebro, Épila, Fuentes, La Almunia y Zuera |
| 6   | Huesca    | Almudévar, Monzón, Binéfar, Fraga, Huesca "B" y Tamarite                   |
| 3   | Teruel    | Andorra, Calamocha y Utrillas                                              |

## Clasificación
| Pos. | Equipo            | Pts. | PJ | G  | E  | P  | GF | GC | Dif. |                                             |
| ---- | ----------------- | ---- | -- | -- | -- | -- | -- | -- | ---- | ------------------------------------------- |
| 1    | C. D. Ebro (A, C) | 65   | 34 | 19 | 8  | 7  | 49 | 20 | +29  | Ascenso a Segunda Federación y Copa del Rey |
| 2    | S. D. Huesca "B"  | 58   | 34 | 17 | 7  | 10 | 49 | 36 | +13  | Play-off de ascenso a Segunda Federación    |
| 3    | C. D. Cuarte      | 57   | 34 | 15 | 12 | 7  | 38 | 25 | +13  | Play-off de ascenso a Segunda Federación    |
| 4    | Atlético Monzón   | 57   | 34 | 16 | 9  | 9  | 52 | 35 | +17  | Play-off de ascenso a Segunda Federación    |
| 5    | C. D. Binéfar     | 56   | 34 | 14 | 14 | 6  | 44 | 27 | +17  | Play-off de ascenso a Segunda Federación    |
| 6    | C. D. Zuera       | 49   | 34 | 13 | 10 | 11 | 38 | 29 | +9   |                                             |
| 7    | C. F. Calamocha   | 47   | 34 | 11 | 14 | 9  | 41 | 37 | +4   |                                             |
| 8    | C. F. Épila       | 47   | 34 | 12 | 11 | 11 | 31 | 30 | +1   |                                             |
| 9    | C. D. J. Tamarite | 46   | 34 | 12 | 10 | 12 | 41 | 43 | −2   |                                             |
| 10   | C. D. Utrillas    | 41   | 34 | 10 | 11 | 13 | 29 | 39 | −10  |                                             |
| 11   | C. D. Caspe       | 41   | 34 | 10 | 11 | 13 | 27 | 31 | −4   |                                             |
| 12   | Andorra C. F.     | 40   | 34 | 8  | 16 | 10 | 34 | 38 | −4   |                                             |
| 13   | A. D. Almudévar   | 39   | 34 | 9  | 12 | 13 | 30 | 36 | −6   |                                             |
| 14   | C. D. Belchite 97 | 39   | 34 | 9  | 12 | 13 | 35 | 34 | +1   |                                             |
| 15   | C. D. La Almunia  | 39   | 34 | 11 | 6  | 17 | 33 | 45 | −12  |                                             |
| 16   | U. D. Fraga (D)   | 37   | 34 | 9  | 10 | 15 | 38 | 53 | −15  | Descenso a Regional Preferente              |
| 17   | C. D. Brea (D)    | 35   | 34 | 9  | 8  | 17 | 26 | 43 | −17  | Descenso a Regional Preferente              |
| 18   | C. D. Fuentes (D) | 32   | 34 | 9  | 5  | 20 | 20 | 54 | −34  | Descenso a Regional Preferente              |

Actualizado a los partidos jugados el 11 de mayo de 2025.
 Fuente: BeSoccer

### Evolución de la clasificación
| Jornada    | 1  | 2  | 3  | 4  | 5  | 6  | 7  | 8   | 9   | 10  | 11 | 12 | 13 | 14 | 15 | 16 | 17 | 18 | 19 | 20 | 21 | 22 | 23 | 24 | 25 | 26 | 27 | 28 | 29 | 30 | 31 | 32 | 33 | 34 |
| Equipo     |    |    |    |    |    |    |    |     |     |     |    |    |    |    |    |    |    |    |    |    |    |    |    |    |    |    |    |    |    |    |    |    |    |    |
| ---------- | -- | -- | -- | -- | -- | -- | -- | --- | --- | --- | -- | -- | -- | -- | -- | -- | -- | -- | -- | -- | -- | -- | -- | -- | -- | -- | -- | -- | -- | -- | -- | -- | -- | -- |
| Ebro       | 11 | 4  | 7  | 4  | 7  | 6  | 7  | 4   | 2   | 2   | 3  | 3  | 3  | 3  | 3  | 3  | 3  | 2  | 2  | 2  | 2  | 2  | 2  | 2  | 1  | 1  | 1  | 1  | 1  | 1  | 1  | 1  | 1  | 1  |
| Huesca "B" | 5  | 2  | 2  | 2  | 5  | 2  | 3  | 5   | 3   | 3   | 2  | 2  | 1  | 1  | 2  | 1  | 1  | 1  | 1  | 1  | 1  | 1  | 1  | 1  | 2  | 2  | 2  | 2  | 2  | 2  | 2  | 2  | 2  | 2  |
| Cuarte     | 10 | 11 | 5  | 7  | 4  | 7  | 5  | 6   | 4   | 6   | 4  | 4  | 5  | 4  | 4  | 4  | 4  | 3  | 3  | 3  | 4  | 4  | 3  | 3  | 4  | 5  | 5  | 4  | 5  | 5  | 4  | 5  | 3  | 3  |
| Binéfar    | 2  | 3  | 8  | 3  | 2  | 4  | 1  | 1   | 1   | 1   | 1  | 1  | 2  | 2  | 1  | 2  | 2  | 4  | 4  | 4  | 3  | 3  | 4  | 5  | 5  | 3  | 3  | 3  | 3  | 4  | 5  | 4  | 4  | 4  |
| Monzón     | 18 | 6  | 11 | 12 | 16 | 17 | 15 | 11  | 13  | 13  | 14 | 11 | 12 | 13 | 14 | 14 | 11 | 8  | 10 | 9  | 8  | 8  | 8  | 8  | 7  | 6  | 6  | 6  | 4  | 3  | 3  | 3  | 5  | 5  |
| Zuera      | 13 | 12 | 10 | 11 | 11 | 15 | 13 | 15  | 15  | 10  | 15 | 15 | 14 | 8  | 7  | 6  | 5  | 5  | 5  | 6  | 7  | 5  | 5  | 4  | 3  | 4  | 4  | 5  | 6  | 6  | 6  | 6  | 6  | 6  |
| Calamocha  | 9  | 14 | 16 | 9  | 10 | 10 | 11 | 13* | 16* | 16* | 9  | 8  | 10 | 6  | 6  | 8  | 8  | 9  | 8  | 8  | 10 | 10 | 9  | 10 | 11 | 10 | 10 | 10 | 10 | 9  | 8  | 7  | 7  | 7  |
| Épila      | 3  | 9  | 13 | 14 | 12 | 8  | 9  | 7   | 7   | 8   | 7  | 7  | 9  | 10 | 12 | 11 | 10 | 12 | 13 | 12 | 11 | 13 | 12 | 11 | 9  | 9  | 8  | 8  | 8  | 8  | 9  | 9  | 9  | 8  |
| Tamarite   | 17 | 7  | 9  | 16 | 14 | 12 | 12 | 9   | 10  | 14  | 10 | 12 | 7  | 11 | 10 | 9  | 7  | 7  | 6  | 7  | 6  | 7  | 7  | 7  | 8  | 8  | 7  | 7  | 7  | 7  | 7  | 8  | 8  | 9  |
| Utrillas   | 12 | 15 | 18 | 18 | 13 | 11 | 14 | 14  | 12  | 11  | 12 | 13 | 13 | 9  | 8  | 7  | 9  | 11 | 12 | 11 | 9  | 9  | 10 | 9  | 10 | 12 | 11 | 11 | 13 | 12 | 12 | 10 | 11 | 10 |
| Caspe      | 1  | 1  | 1  | 1  | 1  | 1  | 2  | 2   | 5   | 5   | 6  | 5  | 8  | 12 | 13 | 13 | 16 | 17 | 18 | 18 | 17 | 17 | 18 | 17 | 15 | 16 | 14 | 14 | 12 | 11 | 11 | 12 | 10 | 11 |
| Andorra    | 8  | 10 | 4  | 6  | 3  | 3  | 4  | 3   | 6   | 4   | 5  | 6  | 4  | 5  | 5  | 5  | 6  | 6  | 7  | 5  | 5  | 6  | 6  | 6  | 6  | 7  | 9  | 9  | 9  | 10 | 10 | 11 | 12 | 12 |
| Almudévar  | 15 | 16 | 6  | 8  | 6  | 5  | 6  | 10* | 11* | 15* | 16 | 16 | 16 | 17 | 17 | 16 | 18 | 18 | 16 | 14 | 15 | 12 | 11 | 13 | 13 | 13 | 12 | 12 | 11 | 13 | 13 | 14 | 16 | 13 |
| Belchite   | 16 | 18 | 12 | 13 | 15 | 16 | 17 | 17  | 17  | 18  | 17 | 17 | 18 | 18 | 18 | 18 | 17 | 14 | 15 | 16 | 14 | 15 | 14 | 14 | 14 | 14 | 15 | 16 | 16 | 15 | 14 | 13 | 13 | 14 |
| La Almunia | 14 | 8  | 14 | 15 | 17 | 13 | 8  | 12  | 8   | 7   | 11 | 14 | 15 | 15 | 11 | 12 | 13 | 10 | 9  | 10 | 12 | 14 | 15 | 15 | 16 | 18 | 18 | 15 | 15 | 16 | 16 | 15 | 14 | 15 |
| Fraga      | 7  | 17 | 17 | 10 | 8  | 9  | 10 | 8   | 9   | 12  | 13 | 9  | 11 | 14 | 15 | 15 | 12 | 15 | 11 | 13 | 13 | 11 | 13 | 12 | 12 | 11 | 13 | 13 | 14 | 14 | 15 | 16 | 15 | 16 |
| Brea       | 6  | 13 | 15 | 17 | 18 | 18 | 18 | 18  | 18  | 17  | 18 | 18 | 17 | 16 | 16 | 17 | 15 | 13 | 14 | 15 | 16 | 16 | 17 | 16 | 17 | 17 | 16 | 17 | 17 | 17 | 18 | 17 | 17 | 17 |
| Fuentes    | 4  | 5  | 3  | 5  | 9  | 14 | 16 | 16  | 14  | 9   | 8  | 10 | 6  | 7  | 9  | 10 | 14 | 16 | 17 | 17 | 18 | 18 | 16 | 18 | 18 | 15 | 17 | 18 | 18 | 18 | 17 | 18 | 18 | 18 |

*Con un partido menos.

## Resultados
| Local \ Visitante | ALM | AND | ATM | BEL | BIN | BRE | CAL | CAS | CUA | EBR | EPI | FRA | FUE | HUE | LAL | TAM | UTR | ZUE |
| ----------------- | --- | --- | --- | --- | --- | --- | --- | --- | --- | --- | --- | --- | --- | --- | --- | --- | --- | --- |
| A. D. Almudévar   | —   | 1–1 | 1–4 | 1–1 | 2–0 | 2–1 | 0–1 | 2–1 | 0–1 | 0–4 | 0–0 | 3–0 | 0–1 | 0–1 | 1–0 | 1–1 | 2–2 | 2–0 |
| Andorra C. F.     | 1–1 | —   | 2–1 | 0–2 | 1–1 | 0–0 | 1–1 | 1–1 | 1–2 | 1–1 | 0–0 | 2–0 | 1–2 | 1–1 | 2–1 | 3–1 | 1–1 | 0–0 |
| Atlético Monzón   | 2–1 | 0–0 | —   | 0–0 | 1–4 | 1–0 | 1–1 | 1–3 | 0–1 | 2–1 | 1–1 | 0–1 | 3–0 | 1–3 | 2–0 | 5–0 | 1–0 | 1–0 |
| C. D. Belchite 97 | 0–0 | 2–1 | 1–1 | —   | 0–0 | 2–0 | 4–2 | 0–0 | 1–2 | 1–1 | 0–1 | 1–1 | 4–0 | 1–2 | 1–1 | 0–2 | 2–0 | 2–2 |
| C. D. Binéfar     | 1–1 | 0–0 | 1–1 | 2–0 | —   | 3–1 | 1–1 | 3–2 | 3–1 | 0–0 | 1–0 | 3–1 | 2–0 | 1–2 | 1–2 | 1–0 | 0–1 | 0–0 |
| C. D. Brea        | 1–2 | 0–1 | 0–4 | 2–0 | 0–1 | —   | 0–1 | 0–0 | 2–1 | 0–2 | 1–1 | 2–2 | 0–0 | 1–2 | 1–0 | 2–0 | 1–1 | 0–0 |
| C. F. Calamocha   | 1–1 | 2–2 | 2–2 | 0–2 | 2–2 | 0–1 | —   | 3–0 | 1–1 | 0–0 | 1–0 | 2–2 | 2–1 | 2–2 | 0–1 | 3–2 | 2–2 | 1–1 |
| C. D. Caspe       | 0–0 | 0–1 | 0–1 | 2–0 | 0–0 | 0–2 | 2–1 | —   | 1–1 | 0–2 | 0–1 | 1–1 | 2–0 | 1–0 | 1–1 | 2–2 | 0–2 | 1–2 |
| C. D. Cuarte      | 2–0 | 0–1 | 3–2 | 1–1 | 1–1 | 2–0 | 1–0 | 0–0 | —   | 1–0 | 1–1 | 2–1 | 0–0 | 0–1 | 0–1 | 0–0 | 4–0 | 1–0 |
| C. D. Ebro        | 1–0 | 4–0 | 0–1 | 1–0 | 0–0 | 1–2 | 2–1 | 1–0 | 1–1 | —   | 4–1 | 2–0 | 4–1 | 1–2 | 2–0 | 1–0 | 2–1 | 1–0 |
| C. F. Épila       | 1–1 | 3–1 | 1–3 | 0–2 | 1–0 | 0–1 | 0–2 | 1–0 | 0–0 | 1–1 | —   | 1–1 | 1–0 | 1–0 | 0–1 | 1–2 | 3–0 | 0–0 |
| U. D. Fraga       | 2–0 | 2–0 | 0–3 | 2–1 | 2–2 | 2–3 | 1–1 | 0–1 | 3–1 | 1–3 | 1–1 | —   | 2–0 | 0–1 | 2–1 | 0–1 | 2–1 | 0–0 |
| C. D. Fuentes     | 0–2 | 2–1 | 1–3 | 1–0 | 0–3 | 1–0 | 1–0 | 0–2 | 0–0 | 1–0 | 0–3 | 1–2 | —   | 2–0 | 0–0 | 1–3 | 1–0 | 0–1 |
| S. D. Huesca "B"  | 1–1 | 3–2 | 0–1 | 1–0 | 1–1 | 2–1 | 0–1 | 1–0 | 2–0 | 0–0 | 0–1 | 1–0 | 7–1 | —   | 2–1 | 2–2 | 3–0 | 1–3 |
| C. D. La Almunia  | 0–1 | 0–3 | 2–1 | 0–2 | 1–2 | 3–0 | 0–1 | 0–1 | 1–5 | 0–3 | 2–1 | 3–0 | 3–1 | 2–1 | —   | 1–1 | 2–2 | 0–3 |
| C. D. J. Tamarite | 2–0 | 1–0 | 3–0 | 2–1 | 1–2 | 2–1 | 0–2 | 0–0 | 0–1 | 1–0 | 0–1 | 2–2 | 1–1 | 3–3 | 1–1 | —   | 1–1 | 0–1 |
| C. D. Utrillas    | 1–0 | 0–0 | 1–1 | 0–0 | 0–2 | 0–0 | 0–1 | 0–1 | 0–0 | 0–1 | 3–2 | 2–1 | 1–0 | 2–0 | 1–0 | 2–0 | —   | 0–2 |
| C. D. Zuera       | 0–0 | 2–2 | 1–1 | 3–1 | 1–0 | 4–0 | 1–0 | 1–2 | 0–1 | 1–2 | 0–1 | 3–0 | 1–0 | 2–1 | 0–2 | 2–4 | 1–2 | —   |

## Play Off de Ascenso a Segunda Federación
|  | Semifinales                                                | Semifinales                                                | Semifinales                                                | Semifinales                                                | Semifinales                                                |   |    | Final                                                | Final                                                | Final                                                | Final                                                | Final                                                |  |
|  | 17-18 de mayo de 2025 (ida) 24-25 de mayo de 2025 (vuelta) | 17-18 de mayo de 2025 (ida) 24-25 de mayo de 2025 (vuelta) | 17-18 de mayo de 2025 (ida) 24-25 de mayo de 2025 (vuelta) | 17-18 de mayo de 2025 (ida) 24-25 de mayo de 2025 (vuelta) | 17-18 de mayo de 2025 (ida) 24-25 de mayo de 2025 (vuelta) |   |    | 31 de mayo de 2025 (ida) 8 de junio de 2025 (vuelta) | 31 de mayo de 2025 (ida) 8 de junio de 2025 (vuelta) | 31 de mayo de 2025 (ida) 8 de junio de 2025 (vuelta) | 31 de mayo de 2025 (ida) 8 de junio de 2025 (vuelta) | 31 de mayo de 2025 (ida) 8 de junio de 2025 (vuelta) |  |
|  |                                                            |                                                            |                                                            |                                                            |                                                            |   |    |                                                      |                                                      |                                                      |                                                      |                                                      |  |
|  |                                                            |                                                            |                                                            |                                                            |                                                            |   |    |                                                      |                                                      |                                                      |                                                      |                                                      |  |
|  | 4º                                                         | Atlético Monzón                                            | 1                                                          | 3                                                          | 4                                                          |   |    |                                                      |                                                      |                                                      |                                                      |                                                      |  |
|  | 4º                                                         | Atlético Monzón                                            | 1                                                          | 3                                                          | 4                                                          |   |    |                                                      |                                                      |                                                      |                                                      |                                                      |  |
|  | 3º                                                         | C. D. Cuarte                                               | 0                                                          | 2                                                          | 2                                                          |   |    |                                                      |                                                      |                                                      |                                                      |                                                      |  |
|  | 3º                                                         | C. D. Cuarte                                               | 0                                                          | 2                                                          | 2                                                          |   | 4º | Atlético Monzón                                      | 5                                                    | 1                                                    | 6                                                    |                                                      |  |
|  |                                                            |                                                            |                                                            |                                                            |                                                            |   | 4º | Atlético Monzón                                      | 5                                                    | 1                                                    | 6                                                    |                                                      |  |
|  |                                                            |                                                            | 5º                                                         | C. D. Binéfar                                              | 2                                                          | 0 | 2  |                                                      |                                                      |                                                      |                                                      |                                                      |  |
|  | 5º                                                         | C. D. Binéfar                                              | 5º                                                         | C. D. Binéfar                                              | 2                                                          | 0 | 2  | 4                                                    | 1                                                    | 5                                                    |                                                      |                                                      |  |
|  | 5º                                                         | C. D. Binéfar                                              |                                                            |                                                            |                                                            |   |    | 4                                                    | 1                                                    | 5                                                    |                                                      |                                                      |  |
|  | 2º                                                         | S. D. Huesca "B"                                           | 2                                                          | 2                                                          | 4                                                          |   |    |                                                      |                                                      |                                                      |                                                      |                                                      |  |
|  | 2º                                                         | S. D. Huesca "B"                                           | 2                                                          | 2                                                          | 4                                                          |   |    |                                                      |                                                      |                                                      |                                                      |                                                      |  |
|  |                                                            |                                                            |                                                            |                                                            |                                                            |   |    |                                                      |                                                      |                                                      |                                                      |                                                      |  |